# Kristopher Da Graca
Kristopher Da Graca (Gotemburgo, 16 de enero de 1998) es un futbolista sueco que juega en la demarcación de defensa y se encuentra sin equipo tras abandonar el IK Sirius.

## Selección nacional
Tras jugar con la selección de fútbol sub-17 de Suecia y la sub-19, finalmente hizo su debut con la selección absoluta el 12 de enero de 2020 en un encuentro amistoso contra Kosovo que finalizó con un resultado de 0-1 a favor del combinado sueco tras el gol de Simon Hedlund.

## Clubes
| Club                        | País         | Año       | Partidos | Goles |
| --------------------------- | ------------ | --------- | -------- | ----- |
| IFK Göteborg                | Suecia       | 2017-2020 | 58       | 0     |
| VVV-Venlo                   | Países Bajos | 2021-2022 | 38       | 0     |
| IK Sirius                   | Suecia       | 2022-2023 | 34       | 0     |
| HJK Helsinki (cedido)       | Finlandia    | 2023      | 9        | 0     |
| KuPS Kuopio (cedido)        | Finlandia    | 2024      | 18       | 0     |
| F. C. Schaffhausen (cedido) | Suiza        | 2025      | 15       | 1     |

## Palmarés

### Títulos nacionales
| Título            | Club         | País      | Año  |
| ----------------- | ------------ | --------- | ---- |
| Copa de Suecia    | IFK Göteborg | Suecia    | 2020 |
| Veikkausliiga     | HJK Helsinki | Finlandia | 2023 |
| Copa de Finlandia | KuPS Kuopio  | Finlandia | 2024 |
| Veikkausliiga     | KuPS Kuopio  | Finlandia | 2024 |